# Halldor Stenevik
Halldor Stenevik, né le 2 février 2000 à Austevoll en Norvège, est un footballeur norvégien qui évolue au poste d'ailier droit au Molde FK.

## Biographie

### En club
Né à Austevoll en Norvège, Halldor Stenevik commence à jouer pour le club local de l'Austevoll IK et passe par le FK Fyllingsdalen avant d'être formé au SK Brann. Il joue son premier match en professionnel le 10 septembre 2016, lors d'une rencontre d'Eliteserien face au Viking FK. Il entre en jeu à la place de Remi Johansen (en) lors de cette rencontre où les deux équipes se neutralisent (0-0). Le 26 avril 2017, il inscrit son premier but en professionnel lors d'une rencontre de coupe de Norvège face au Austevoll IK. Son équipe s'impose largement par sept à zéro ce jour-là.
Le 29 août 2018, est annoncé le transfert d'Halldor Stenevik au Strømsgodset IF. Il rejoint son nouveau club à l'issue de la saison, soit en janvier 2019.
Le 14 août 2019, il est prêté jusqu'à la fin de l'année au Sogndal Fotball, qui évolue en deuxième division norvégienne. Il ne fait toutefois qu'une apparition avec ce club, le 17 août 2019 face à l'Aalesunds FK, en championnat. Il entre en jeu à la place de Steffen Ernemann lors de ce match perdu par son équipe (2-3 score final). Il fait ensuite son retour au Strømsgodset IF en janvier 2020.
Le 8 janvier 2024, Halldor Stenevik signe en faveur du Molde FK pour un contrat de quatre ans, soit jusqu'en décembre 2027.

### En équipe nationale
Halldor Stenevik est sélectionné avec l'équipe de Norvège des moins de 17 ans pour participer au championnat d'Europe des moins de 17 ans en 2017 qui se déroule en Croatie. Il joue deux matchs et se fait remarquer en inscrivant un but face aux Pays-Bas (2-2 score final). Avec un bilan d'un nul et deux défaites, la Norvège ne dépasse pas le premier tour du tournoi.
Il est ensuite retenu avec l'équipe de Norvège des moins de 19 ans pour participer au championnat d'Europe des moins de 19 ans en 2019. Lors de cette compétition organisée en Arménie, il joue trois matchs dont deux en tant que titulaire. La Norvège ne parvient toutefois pas à sortir de la phase de groupe.